# Lendenfeldia foliacea
Lendenfeldia foliacea är en svampdjursart som först beskrevs av Ridley 1884.  Lendenfeldia foliacea ingår i släktet Lendenfeldia och familjen Thorectidae. Inga underarter finns listade i Catalogue of Life.